# Hans Filbinger
Hans Karl Filbinger, född 15 september 1913 i Mannheim, död 1 april 2007 i Freiburg, var en tysk politiker (CDU) och åklagare. Filbinger var ministerpresident i Baden-Württemberg 1966–1978. Han gick med i CDU 1951 och var ordförande för partiet i Baden-Württemberg 1971–1979 och 1973–1979 satt han med som vice ordförande för partiet i Tyskland.
Filbinger har kommit att bli känd för "Die Filbinger-Affäre": I februari 1978 blev det känt att Filbinger verkat som åklagare och domare vid den tyska krigsmarinen under andra världskriget och genomdrivit dödsdomar mot desertörer. Han ljög kring händelserna vilket gjorde att han tappade stöd inom partiet och från allmänheten. I augusti 1978 lämnade han posten som ministerpresident och senare även sina poster inom CDU. Lothar Späth efterträdde honom som ministerpresident.
Hans Filbinger efterträdde Kurt Georg Kiesinger som ministerpresident 1966. Vid lantdagsvalet 1972 kunde CDU under Filbinger för första gången få absolut majoritet när man fick 52,9 % av väljarstödet. 1973–1974 var Filbinger president för Förbundsrådet. 1976 vann han lantdagsvalet i Baden-Württemberg under parollen "Freiheit statt Sozialismus" med 56,7 procent. Det är den största valframgången för CDU i lantdagsvalet i Västtyskland någonsin. Filbinger var populär i Baden-Württemberg men han har kommit att bli omstridd. Han har fått en rad utmärkelser, bl.a. utnämndes han till officer av den franska hederslegionen och till bärare av Bundesverdienstkreuz.